# 應治千代美
應治 千代美（おうじ ちよみ、1967年5月23日 - ）は、大阪府出身の元ボートレーサーである。

## 来歴
1990年7月25日、桐生競艇場にて開催された「一般競走」の男女混合戦で初優出初優勝をする。
通算優出回数は4回であった。

## エピソード
- 松井繁とは同期である。
- 野中和夫が練習をつけていて、今後の成長を期待された女子選手であった。レースでは野中に勝利したことがある。